# 神経心理学
神経心理学（しんけいしんりがく、英語: neuropsychology）とは、脳を中心とする神経系と、言語・認知を中心とする精神機能との関係を究明する学問である。脳の損傷が、行動および精神へどのような影響を及ぼしているのか研究を行っている。